# Lunático

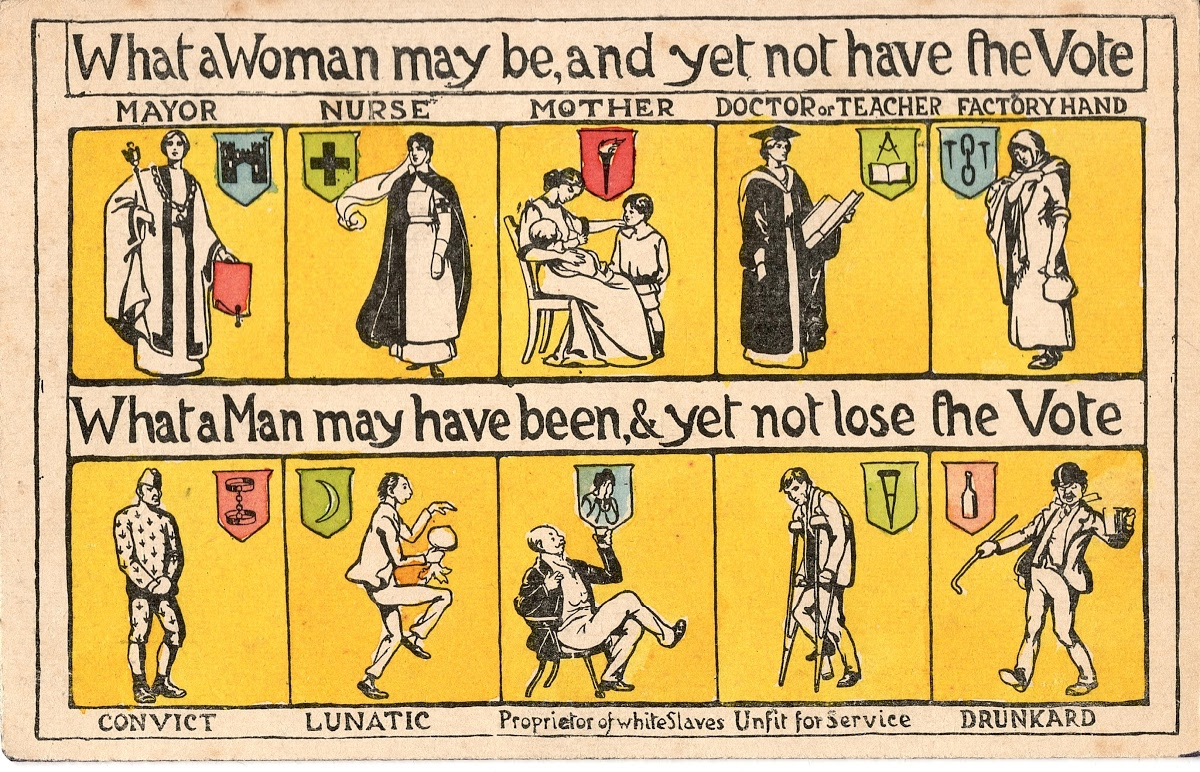
Postal sufragista que representa a un lunático, simbolizado por una luna.

Lunático es un término que hace referencia a una persona que se considera mentalmente enferma, peligrosa, insensata o loca, condiciones que antaño se atribuían a la "lunación" o cambios de la luna. La palabra deriva de lunaticus, que significa "de la luna" o "afectado por la luna".

## Historia

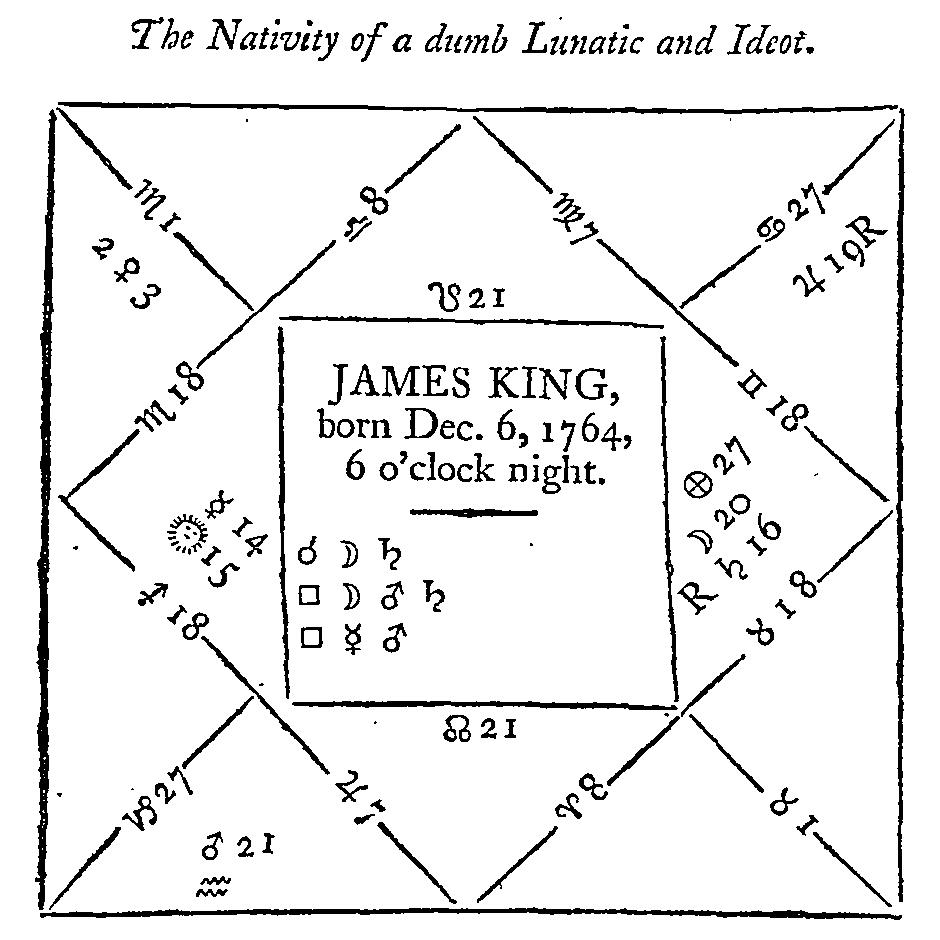
El horóscopo de un "lunático" según un astrólogo que describe cómo las posiciones de los planetas Saturno y Marte con respecto a la Luna son la causa de las "enfermedades de la mente".

El término "lunático" deriva de la palabra latina lunaticus, que originalmente se refería sobre todo a la epilepsia y la demencia, como enfermedades que se creía que eran causadas por la luna. La versión del rey Jacobo de la Biblia registra "lunatick" en el Evangelio de Mateo, lo que se ha interpretado como una referencia a la epilepsia. En los siglos IV y V, los astrólogos utilizaban el término para referirse a enfermedades neurológicas y psiquiátricas. Plinio el Viejo sostenía que la luna llena inducía a los individuos a la locura y la epilepsia por efectos en el cerebro análogos a los del rocío nocturno. Hasta al menos 1700, también era creencia común que la luna influía en las fiebres, el reumatismo, los episodios de epilepsia y otras enfermedades.

## Uso en la legislación
En la jurisdicción de Inglaterra y Gales, las Leyes de Locura (Lunacy Acts) de 1890-1922 hacían referencia a los "lunáticos", pero la Ley de Tratamiento Mental (Mental Treatment Act) de 1930 cambió el término legal por el de "persona mentalmente incompetente" (person of unsound mind), expresión que fue sustituida en la Ley de Salud Mental (Mental Health Act) de 1959 por "enfermedad mental".
"Persona mentalmente incompetente" era el término utilizado en 1950 en la versión inglesa del Convenio Europeo de Derechos Humanos como uno de los tipos de personas que podían ser privadas de libertad por un proceso judicial. La Ley de 1930 también sustituyó el término "asilo" por "hospital mental". Los lunáticos criminales se convirtieron en pacientes de Broadmoor en 1948 en virtud de la Ley del Servicio Nacional de Salud (National Health Service Act) de 1946.
El 5 de diciembre de 2012, la Cámara de Representantes de Estados Unidos aprobó una ley previamente respaldada por el Senado para eliminar la palabra "lunático" de todas las leyes federales del país. El presidente Barack Obama promulgó la Ley del Lenguaje del siglo XXI (21st Century Language Act) de 2012 el 28 de diciembre de 2012.
"Mentalmente incompetente" o "non compos mentis" son alternativas a lunático, el término más conspicuo utilizado para designar la demencia en la legislación de finales del siglo XIX.

## Distancia lunar
El término lunático se utilizaba a veces para describir a quienes intentaban descubrir un método fiable para determinar longitudes (antes de que John Harrison desarrollara el método del cronómetro marino para determinar longitudes, la teoría principal era el Método de las Distancias Lunares, propuesto por el Astrónomo Real Nevil Maskelyne).
El artista William Hogarth retrató a un "lunático de longitudes" en la octava escena de su obra de 1733 titulada El progreso del libertino. Sin embargo, veinte años más tarde, Hogarth describió el cronómetro H-1 de John Harrison como "uno de los mecanismos más exquisitos jamás fabricados".
Posteriormente, los miembros de la Sociedad Lunar de Birmingham se autodenominaron lunaticks. En una época en la que el alumbrado público era escaso, la sociedad se reunía la noche de luna llena o cerca de ella.